# Punta Fellow
Punta Fellow (spanisch) ist eine Landspitze im Südosten der Murray-Insel im Südwesten der Hughes Bay vor der Danco-Küste des Grahamlands auf der Antarktischen Halbinsel. Sie markiert die westliche Begrenzung der nördlichen Einfahrt zur Graham-Passage.
Chilenische Wissenschaftler benannten sie 1962. Der weitere Benennungshintergrund ist nicht überliefert.